# Toula ou Le génie des eaux
Toula ou Le génie des eaux är en nigerisk-västtysk dramafilm från 1974 i regi av Moustapha Alassane. Filmen har visats på flera festivaler och handlar om en afrikansk torkkatastrof. Filmen baseras på en roman av Boubou Hama.

## Festivaler
- Semaine de la solidarieté international, France (2011)
- 15th Film Festival of Kerala, India (2010)
- Paris Cinéma, France (2005)
- FCAT - Festival de Cine Africano, Spain (2005)

## Utmärkelser
- Sidney Award's, 1st American Black Film Festival, USA (1977)